# Bedfordia demorsa
Bedfordia demorsa là loài chuồn chuồn trong họ Coenagrionidae. Loài này được Needham mô tả khoa học đầu tiên năm 1933.